# Roger de Meulan
Roger de Meulan, vicomte d'Évreux jusqu'en 1204, seigneur d'Aubergenville du fait de sa femme, est attesté comme seigneur de la Queue-en-Brie, Gournay, Chennevières et Sucy, il meurt après 1205.

## Généalogie
Troisième fils de Galéran IV de Meulan et d'Agnès de Montfort, il épouse avant 1190 dame Élisabeth d'Aubergenville dont il eut :
- Amaury III de Meulan, Seigneur de Neufbourg, marié à Marguerite de Neufbourg ;
- Roger II de Meulan, marié à Jeanne de Ferrières ;
- Pierre de Meulan, Seigneur d’Aubergenville et de Feucherolles, Echanson du roi (1260), marié à Liédgarde N... ;
- Guillaume de Meulan, Seigneur de Fresne et des Mureaux (Cité en 1232) ;
- Alix de Meulan, mariée à Guillaume de Vernon.